# Gars (Alpes-Maritimes)
Gars település Franciaországban, Alpes-Maritimes megyében. Lakosainak száma 70 fő (2022. január 1.). Gars Amirat, Briançonnet, Le Mas, Les Mujouls és Saint-Auban községekkel határos.

## Népesség
A település népességének változása:
| Lakosok száma | 73   | 83   | 70   | 58   | 70   | 71   | 72   | 73   | 74   | 70   |
|               | 1968 | 1982 | 1990 | 2006 | 2013 | 2015 | 2017 | 2019 | 2020 | 2022 |